# South Colby
South Colby az Amerikai Egyesült Államok északnyugati részén, Washington állam Kitsap megyéjében elhelyezkedő önkormányzat nélküli település.
South Colby postahivatala 1913 óta működik. A Colby kifejezés a Coal Bay (Szén-öböl) rövidítése.
A településen egy általános iskola (South Colby Elementary School) működik.

## Fordítás
Ez a szócikk részben vagy egészben  a   South Colby, Washington című angol Wikipédia-szócikk ezen változatának fordításán alapul.  Az eredeti cikk szerkesztőit annak laptörténete sorolja fel. Ez a jelzés csupán a megfogalmazás eredetét és a szerzői jogokat jelzi, nem szolgál a cikkben szereplő információk forrásmegjelöléseként.